# 수춘공주
수춘공주(중국어: 壽春公主, 1370년대 1373년 이전 - 1388년 8월 1일)는 명나라의 공주이다. 명 태조 주원장의 9녀이다.
홍무 19년 3월 10일 (1386년 4월 9일), 공주는 영국공 부우덕의 아들 부충에게 하가하였다. 당시 공주의 봉인을 받지 않은 자는 매년 각종 비단 두루마리를 공급하고, 봉인을 받으면 밭에 연간 1500석, 돈 2000통을 주기로 했다. 수춘공주는 명 태조의 사랑을 받았기 때문에, 오강현에 120여 경의 좋은 밭과 연간 8천 석을 하사받았는데, 이는 다른 공주의 몇배가 되었다.
수준공주는 외아들 부언을 낳았다. 홍무 21년 6월 29일 (1388년 8월 1일), 공주가 사망하였다. 1394년, 주원장은 부우덕 일가를 몰살하였지만, 외손자 부언은 살려두었다.